# Juan Pedro de Miguel
Juan Pedro de Miguel Rubio, né le 13 janvier 1958 à Madrid et mort le 12 août 2016 à Alicante, est un handballeur espagnol évoluant au poste de gardien de but.

## Biographie
Il dispute avec l'équipe nationale espagnole les Jeux olympiques de 1980 (5e place) et de 1984 (8e place) et remporte la médaille de bronze aux Jeux méditerranéens de 1983. Il totalise 93 sélections entre 1979 et 1987
Il remporte avec le CB Alicante la Coupe d'Europe des vainqueurs de coupe en 1980 ainsi que plusieurs titres et coupes nationales, avant de rejoindre l'Atlético de Madrid la même année à 22 ans. En 1982, il rejoint le FC Barcelone où il reste 3 saisons.
Il meurt à l'âge de 58 ans d'un infarctus.